# مورچه‌مرغ رخ‌سیاه
مورچه‌مرغ رخ‌سیاه (نام علمی: Myrmoborus myotherinus) گونه‌ای از پرندگان است که حدود ۱۲ تا ۱۳ سانتی‌متر (۵ اینچ) طول دارد، در تیرهٔ مورچه‌مرغان (Thamnophilidae) است. این بومی در طیف گسترده‌ای در سراسر حوضه آمازون است. از حشرات و عنکبوت‌ها تغذیه می‌کند و گاهی مورچه‌های ارتشی را دنبال می‌کند تا حشرات را که از راهپیمایی آنها آشفته شده‌اند، بگیرد.

## پراکندگی و زیستگاه
مورچه‌مرغ رخ‌سیاه در طیف گسترده‌ای از حدود ۴۸۰۰۰۰۰ کیلومتر مربع در سراسر حوضه آمازون در بولیوی، برزیل، کلمبیا، اکوادور، پرو و ونزوئلا است. زیستگاه طبیعی آن جلگه نمناک استوایی و جنگل‌های همیشه‌سبز کوهپایه‌ای است که معمولاً زیر ۱۰۰۰ متر است. مناطق با پوشش گیاهی انبوه را در شکاف‌های روشن (مانند ریزش درختان) در جنگل های سخت‌تر ترجیح می‌دهد.